# Sanjak-bey
Sanjak-bey, Sanjaq-bey o -beg è stato un titolo dell'amministrazione ottomana che indicava un Bey (alto funzionario ma in genere inferiore al titolo di Pascià) incaricato di amministrare civilmente e militarmente un sanjak (sangiaccato, di norma un distretto),
 assimilabile a un Wali, o di agire in veste di governatore di una provincia ottomana. In alcuni sporadici casi il Sanjak-Bey (Sanjak, in arabo Liwā), da cui l'equivalente titolo arabo di amir liwa (arabo: أمير لواء, 'amīr liwā') era egli stesso un governatore che rispondeva direttamente del suo operato alla Sublime porta di Istanbul.

## Storia
Come altre prime posizioni amministrative ottomane, il sanjak-bey aveva un'origine militare: il termine sanjak (e liwā') significa "bandiera" o "stendardo" e denotava le insegne attorno alle quali, in tempo di guerra, i soldati di cavalleria avevano feudi concessi da i sultani ottomani in un distretto specifico. Il sanjakbey era a sua volta subordinato a un Beylerbey ("bey dei bey") che governava un Eyalet e comandava i suoi sanjak-bey subordinati in guerra. In questo modo, la struttura di comando sul campo di battaglia somigliava alla gerarchia del governo provinciale.3
La posizione di sanjak-bey somigliava a quella di beylerbey su scala più modesta. Come il beylerbey, il sanjak-bey ricavava le sue entrate da una prebenda, che generalmente consisteva in entrate provenienti dalle città, dalle banchine e dai porti entro i confini del suo sanjak. All'interno del proprio sanjak, un governatore era responsabile, soprattutto, di mantenere ordinare e, con la collaborazione dei feudatari, arrestare e punire i malfattori. Per questo motivo riceveva la metà delle multe inflitte ai trasgressori, mentre l'altra metà riceveva il feudo sulle cui terre era avvenuta l'illecito. I governatori dei sanjak avevano anche altri compiti, ad esempio la persecuzione dei banditi, l'investigazione degli eretici, la fornitura di rifornimenti per l'esercito o la spedizione di materiali per la costruzione navale, su ordine del sultano.